# Vittorio De Seta
Vittorio De Seta (Palermo, 15 de Outubro de 1923 - Sellia Marina, 28 de novembro de 2011) foi um realizador de cinema Italiano. É considerado um dos grandes cineastas do cinema imaginativo realista italiano da década de 1960.

## Biografia
Nasceu em Palermo, Sicília, no seio de uma família saudável, estudou arquitectura em Roma, antes de decidir tornar-se realizador.
Realizou dez pequenos documentários entre 1954 e 1959, antes de realizar seu primeiro longa-metragem, Banditi a Orgosolo.
Os seus primeiros documentários focavam essencialmente o dia-a-dia de muitos trabalhadores sicilianos pobres, e eram notáveis a sua capacidade de narração, melodias calmas e cores fortes.

## Filmografia
- 1961 - Banditi a Orgosolo
- 1966 - Un uomo a metà
- 1969 - L'invitata
- 1972 - Diario di un maestro (TV)
- 1993 - In Calabria

## Documentários
- 1955 - Vinni lu tempu de li pisci spata
- 1955 - Isole di fuoco
- 1955 - Sulfarara
- 1955 - Pasqua in Sicilia
- 1955 - Contadini del mare
- 1955 - Parabola d'oro
- 1958 - Pescherecci
- 1958 - Pastori di Orgosolo
- 1958 - Un giorno in Barbagia
- 1959 - I dimenticati